# Calandrella blanfordi
Calandrella blanfordi là một loài chim trong họ Alaudidae.
Thân dài dài 14–15 cm. Phần trên có màu nâu cát nhạt với một số vệt tối hơn và lông chóp đầu màu đỏ sắt. Phần dưới có màu nhạt và đơn giản ngoài một mảng tối nhỏ ở bên cổ được tạo thành từ các vệt dọc. 
Loài này hiện diện trên đồng bằng đá mở, thường có bụi rậm. Ở Ả Rập, chúng sinh sản ở độ cao từ 1800 đến 2500 mét so với mực nước biển với một số cá thể chim phân tán xuống mặt đất vào mùa đông. Các loài thường được nhìn thấy sinh hoạt thành đàn ngoài mùa sinh sản.